# Doliops magnifica
Doliops magnifica là một loài bọ cánh cứng trong họ Cerambycidae.